# Cihlová gotika
Cihlová gotika (německy Backsteingotik, anglicky Brick Gothic) je souhrnný popis pro gotické budovy postavené z cihel nebo s jejich přispěním tak, aby cihly byly viditelné. Tento styl je zejména obvyklý v severním Německu, v oblasti Baltského moře a v Nizozemsku, lze jej ale nalézt i v jiných zemích. Často používaný termín severoněmecká cihlová gotika (německy Norddeutsche Backsteingotik) tak pokrývá pouze regionálně vymezenou část celého stylu cihlové gotiky. Gotická cihlová architektura na jih od Alp (v Itálii a na jihu Francie) obvykle není zahrnována do stylu cihlové gotiky a bývá považována pouze za součást regionálních architektonických stylů.
Cihly jako stavební materiál byly poprvé využívány severně od Alp ve 12. století. V 16. století se pak cihlová gotika postupně proměnila na cihlovou renesanci. Geografické rozšíření stylu cihlové gotiky se rovněž průběžně proměňovalo.

## Základy

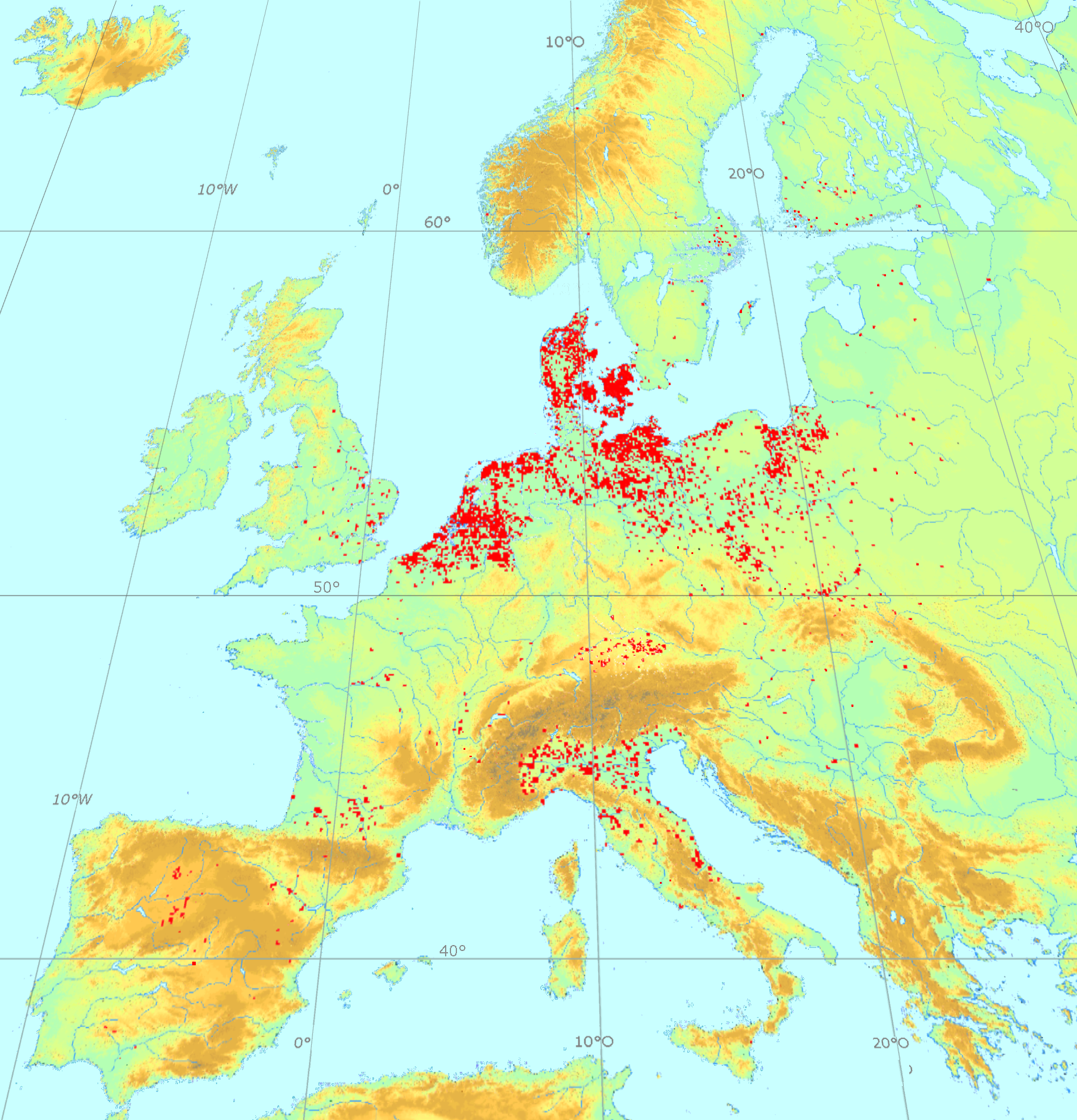
Mapa celkové cihlové gotické architektury

### Geografie
Oblast cihlové gotiky (severně od Alp) sahá na západ až k Doverské úžině (Nizozemsko, belgické a francouzské Flandry, německá oblast Dolní Porýní). V zásadě zde lze najít stejný výrazový jazyk jako v oblasti Baltského moře. Některé příklady cihlové gotiky existují i v Anglii. Za druhou hranici lze považovat oblast Gallizien v rakouských Korutanech. Cihlová gotika (a cihlová architektura vůbec) se uplatňuje především v oblastech, kde není dostatek přírodního kamene.

### Stylové prvky
Na některých budovách lze nalézt tradiční prvky kamenné gotické architektury, jakými jsou kružby nebo vlysy. V podstatě se ukazuje, že téměř všechny formy jemné kamenné gotiky bylo možné vyrobit i z cihel. V některých regionech - především v severním Německu - je ale cihla kombinována s pískovcem nebo jiným kamenem (především na portálech, římsách, sloupech, v rozích věží apod.).
Typickou stavbou cihlové gotiky nejsou jako u kamenné gotiky katedrály, ale kostely (např. v Cáchách nebo Erfurtu). Sakrální architektura cihlové gotiky tak může na první pohled působit jako zjednodušení severofrancouzského stylu kamenných gotických katedrál: její formy jsou prostší, vnitřní vazby jednodušší. Některé kostely nemají žádný transept, chórový ochoz nebo věnec kaplí, chybí i monumentální portály s bohatou sochařskou výzdobou: kostely jsou utvářeny spíše jako haly, tedy s několika stejně nebo přibližně stejně vysokými loděmi, které se vyznačují samonosnou konstrukcí a nepotřebují tedy statické podpěry (triforium i opěrné oblouky se objevují jen zřídka).

## Regiony

### Oblast jižně od Baltského moře
Severoněmecká cihlová gotika je také někdy označována jako baltská gotika (německy Ostseegotik, anglicky Baltic-Gothic). Rozdíl ve srovnání například s Dánskem, ale také s polským vnitrozemím spočívá především v tom, že v této oblasti byla stavba z cihel zaváděna paralelně se stavbou z kamene. Na mnoha místech tato změna dokonce souvisela i se zavedením křesťanstvím (např. Rujána). Cihlová gotika se v tomto regionu stala typickým symbolem hansovních měst. Jižní hranice stylu baltské gotiky není nijak ostrá, stavby tohoto stylu můžeme najít také například v Durynsku nebo Sasku. 

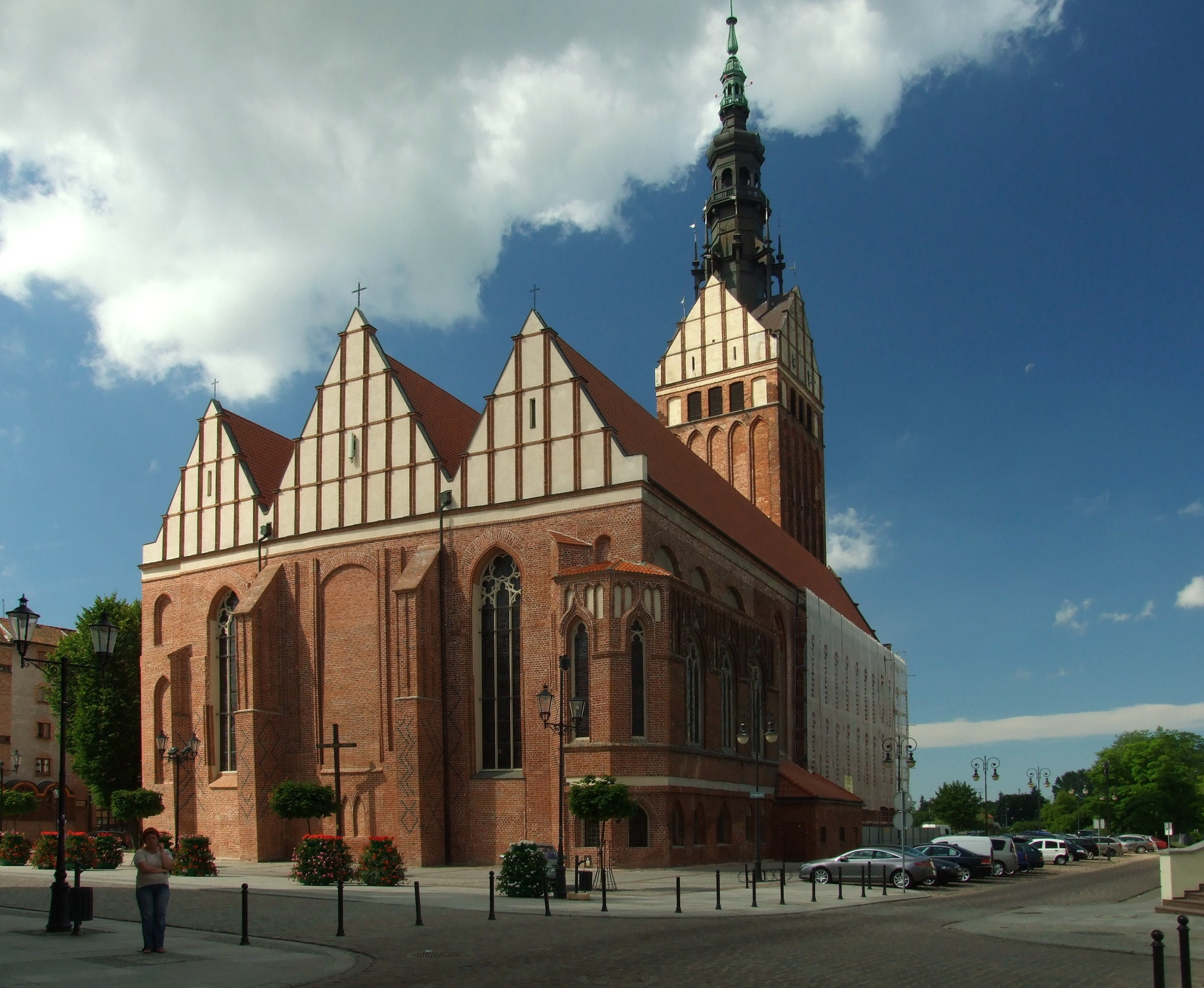
Katedrála svatého Mikuláše v Elblągu, Polsko
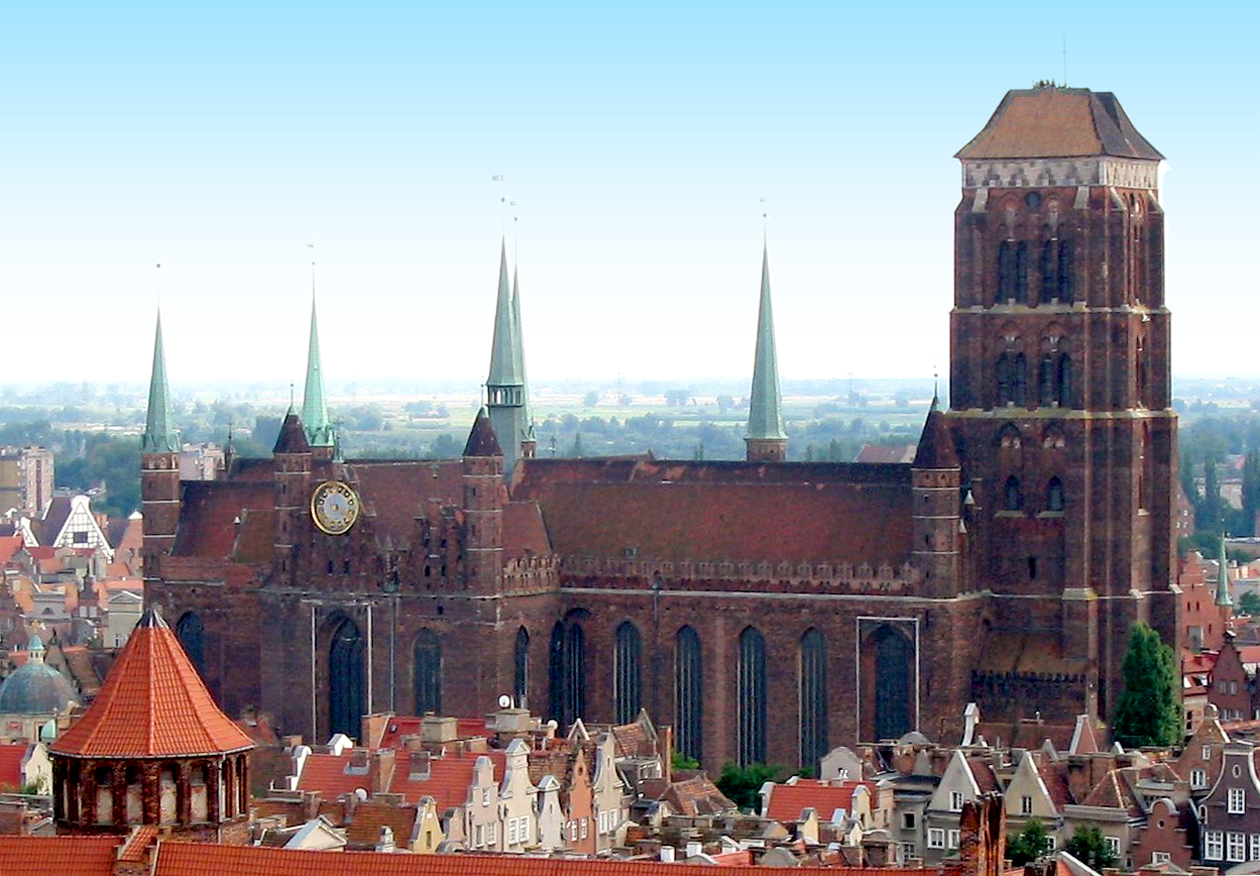
Katedrála v Gdańsku, Polsko
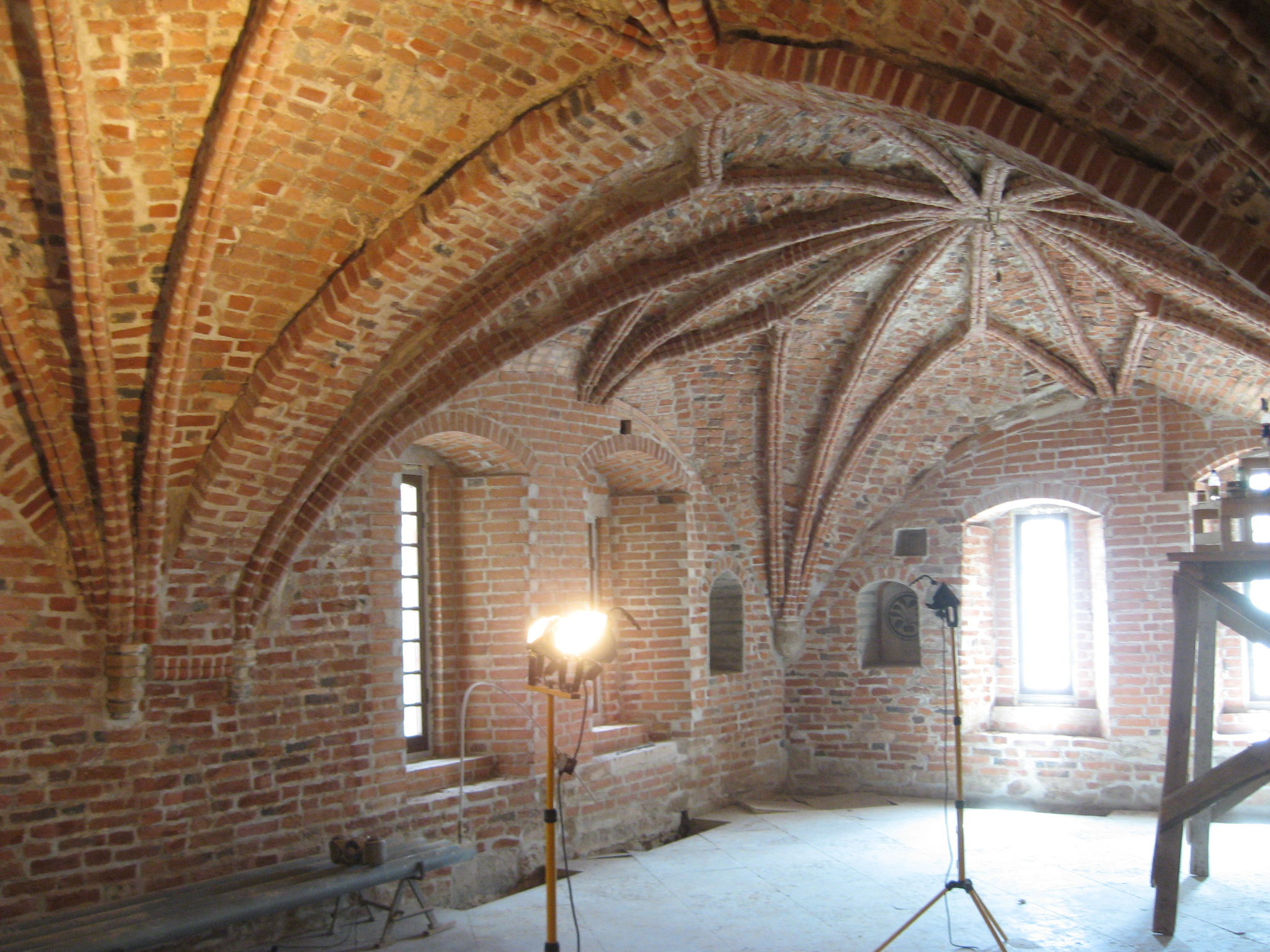
Kreml Velikého Novgorodu v Rusku
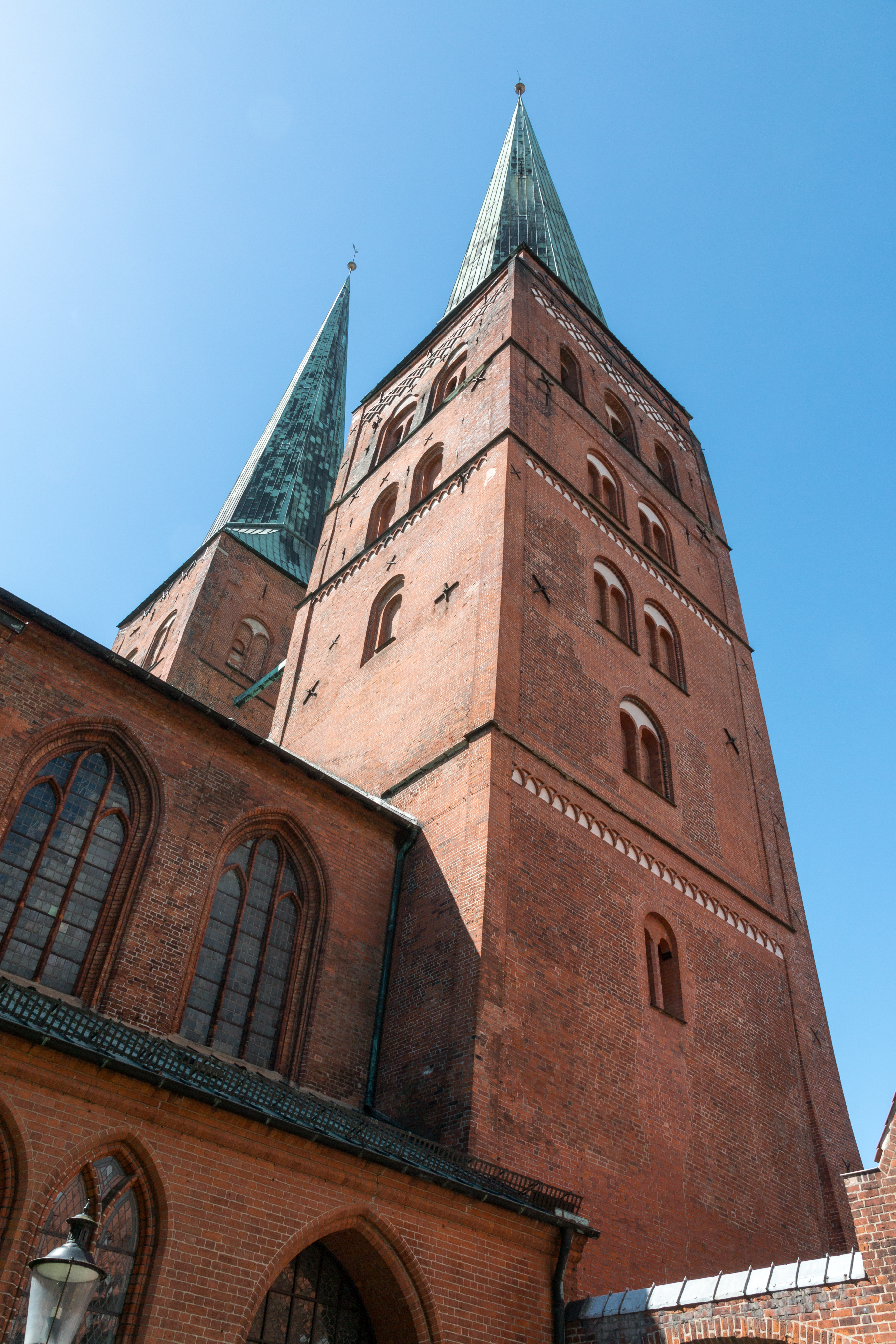
Dóm sv. Jana Křtitele Lübeck, Německo
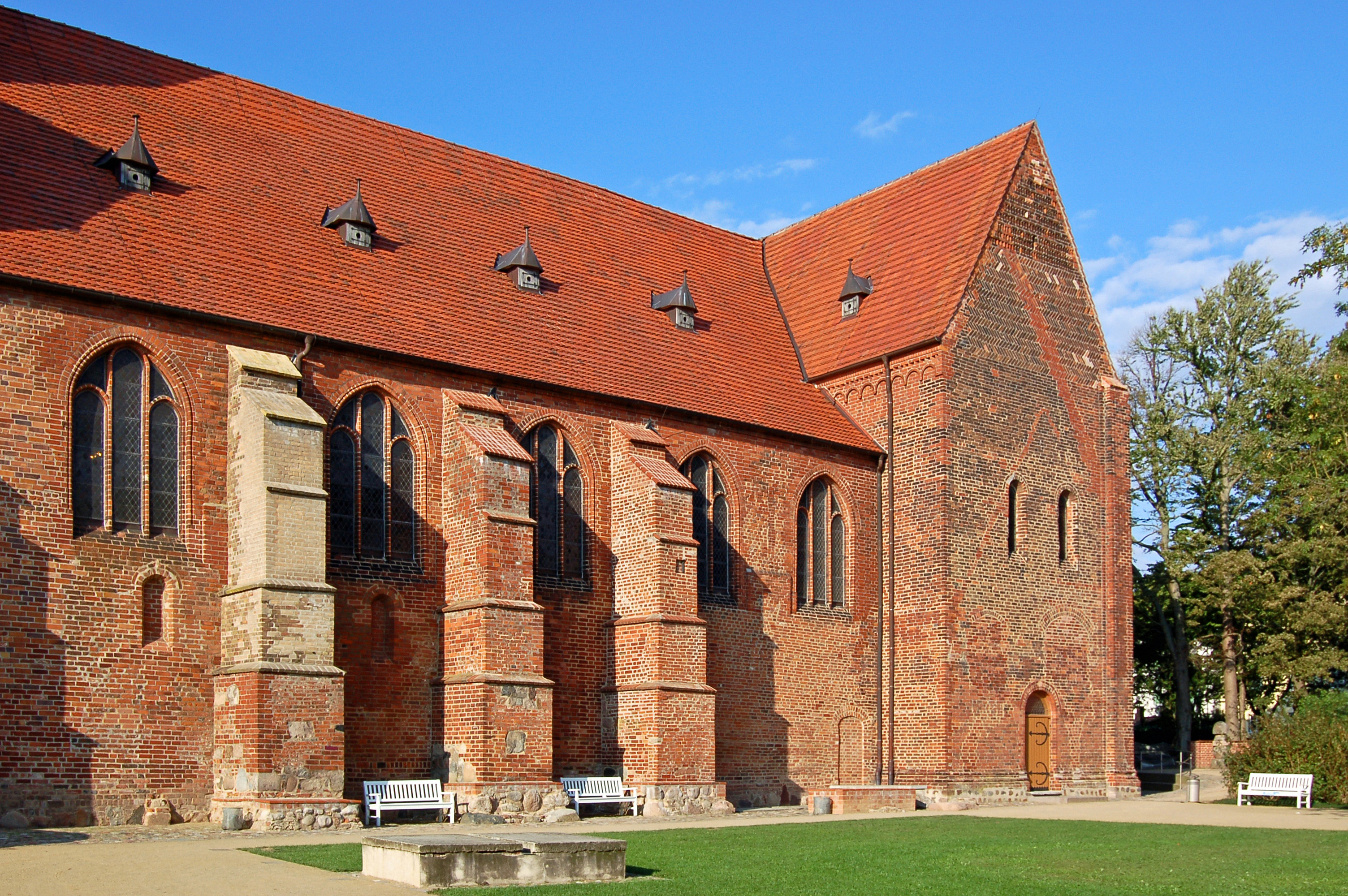
Sankt-Marien-Kirche, Bergen auf Rügen, Německo
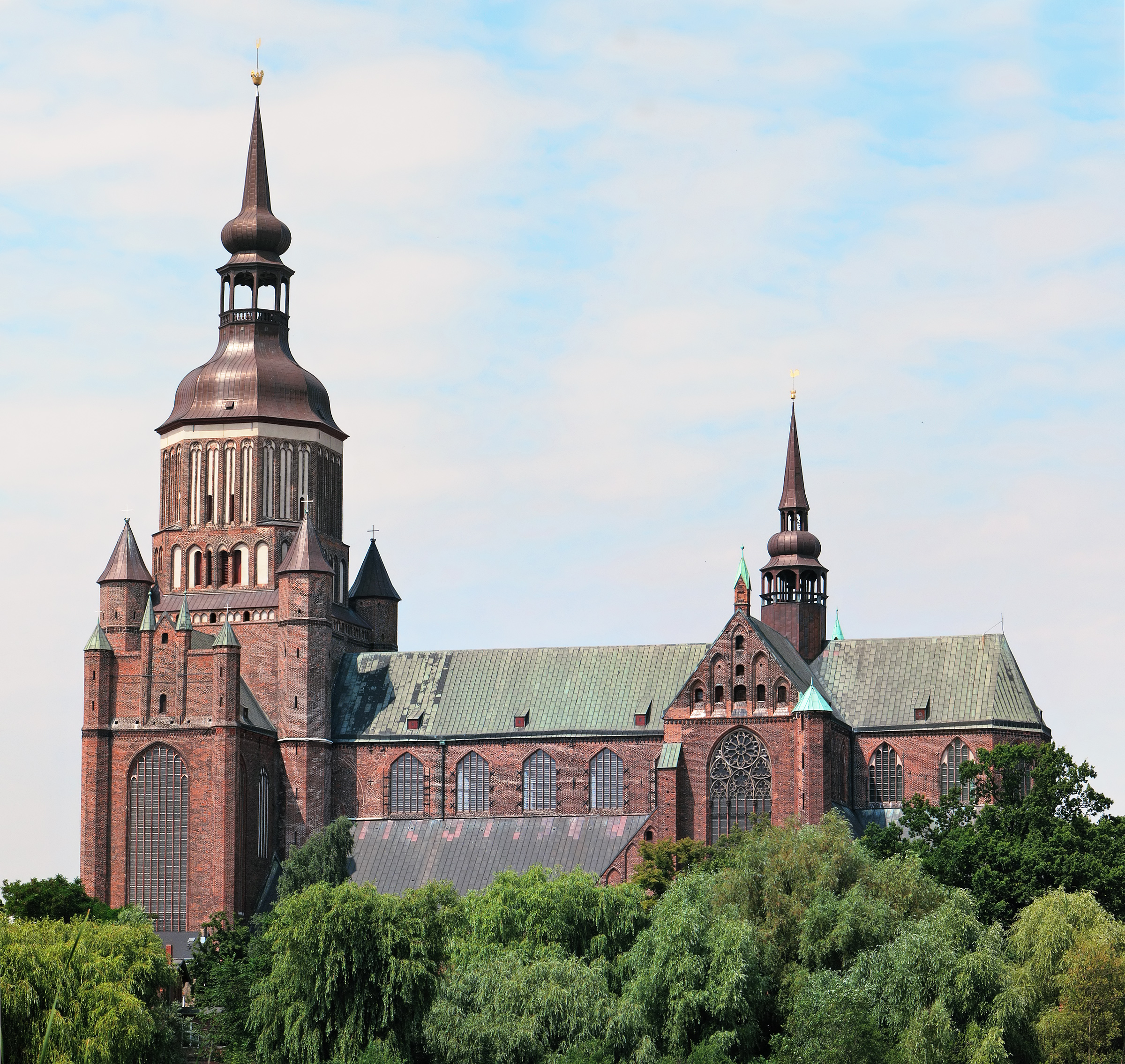
Marienkirche, Stralsund, Německo

### Dánsko a Švédsko
Na rozdíl od jižního a východního pobřeží Baltského moře existovaly zejména v Dánsku, které do roku 1658 zahrnovalo i jihozápad dnešního Švédska, četné budovy, většinou kostely, vyrobené z vysoce kvalitního cihelného zdiva, ještě než ve 2. polovině 12. století cihlová gotika vůbec vznikla. V těchto zemích také kromě středověkých budov postavených výhradně z cihel existuje ještě podstatně větší počet budov, jejichž zdivo se ve starší části skládá z kamene a teprve v pozdějších dostavbách z cihel. Románské jádro se tak může skládat ze žuly, tufu, travertinu, různých druhů vápence, křídy, ale také z pískovce. Když byly staré části budovy nahrazovány novými, nebylo nijak neobvyklé kombinovat znovu použitý přírodní kámen s cihlou. 

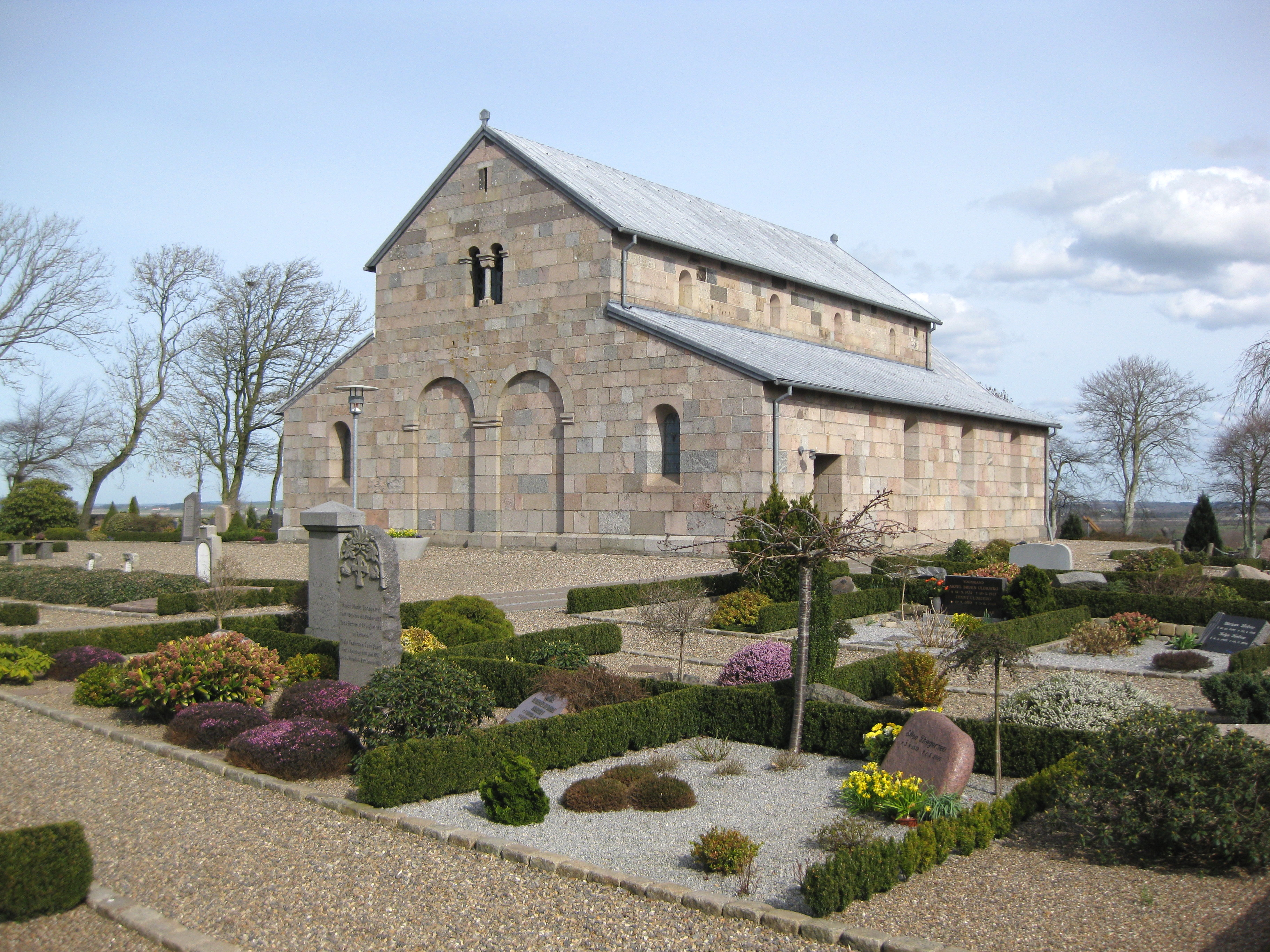
Skarp Salling kirke, Dánsko
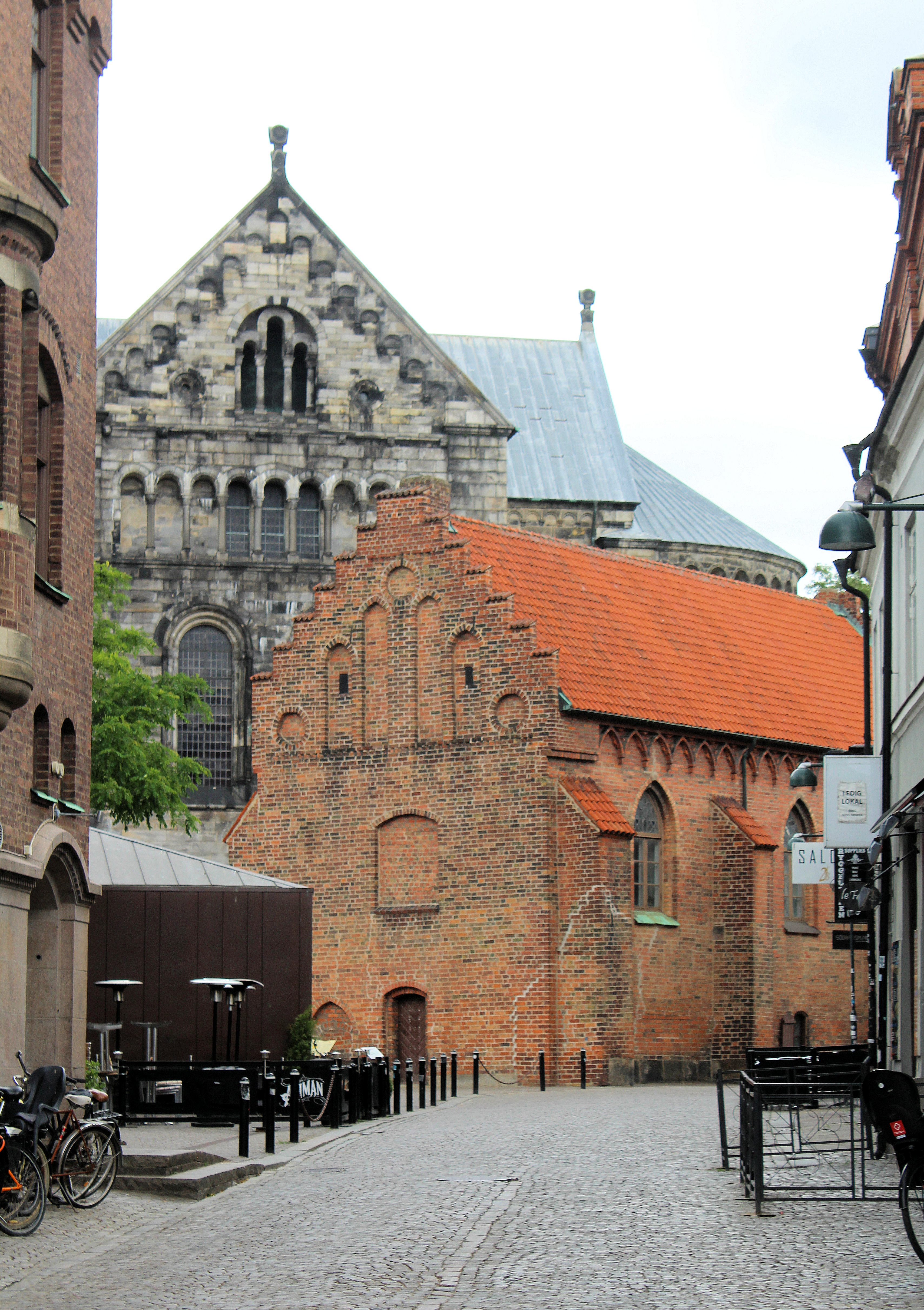
Cihlová knihovna před dómem v Lundu, Švédsko

### Severozápadní Německo
Na severozápadě Německa byla přeprava lomového kamene po řekách relativně snadná: na Vezeře to byl pískovec z okolí Porta Westfalica, na Rýně zejména tuf z oblasti Vulkaneifel. Budovy cihlové gotiky v této oblasti tak zpravidla kombinují kamenné a cihelné prvky.
V severozápadním Německu existují dva odlišné regionální styly cihelných staveb:
- Vesnické kostely ve Východním Frísku: románsko-gotické, zřídka pozdně gotické, s volně stojící zvonicí. Spolu s frískými kostely v nizozemských provinciích Groningen a Frísko tvoří možná nejhustší koncentraci venkovských středověkých cihelných kostelů v Evropě. Německo-nizozemská státní hranice zde žádnou kulturní hranici nepředstavuje.
- Kostely, hrady a občanské budovy západně od Dolního Rýna se silnými holandskými vlivy, vyrobené ze šedohnědých nebo bledých cihel. V některých budovách jsou tmavé cihlové zdi zdobeny vodorovnými pruhy pískovce.

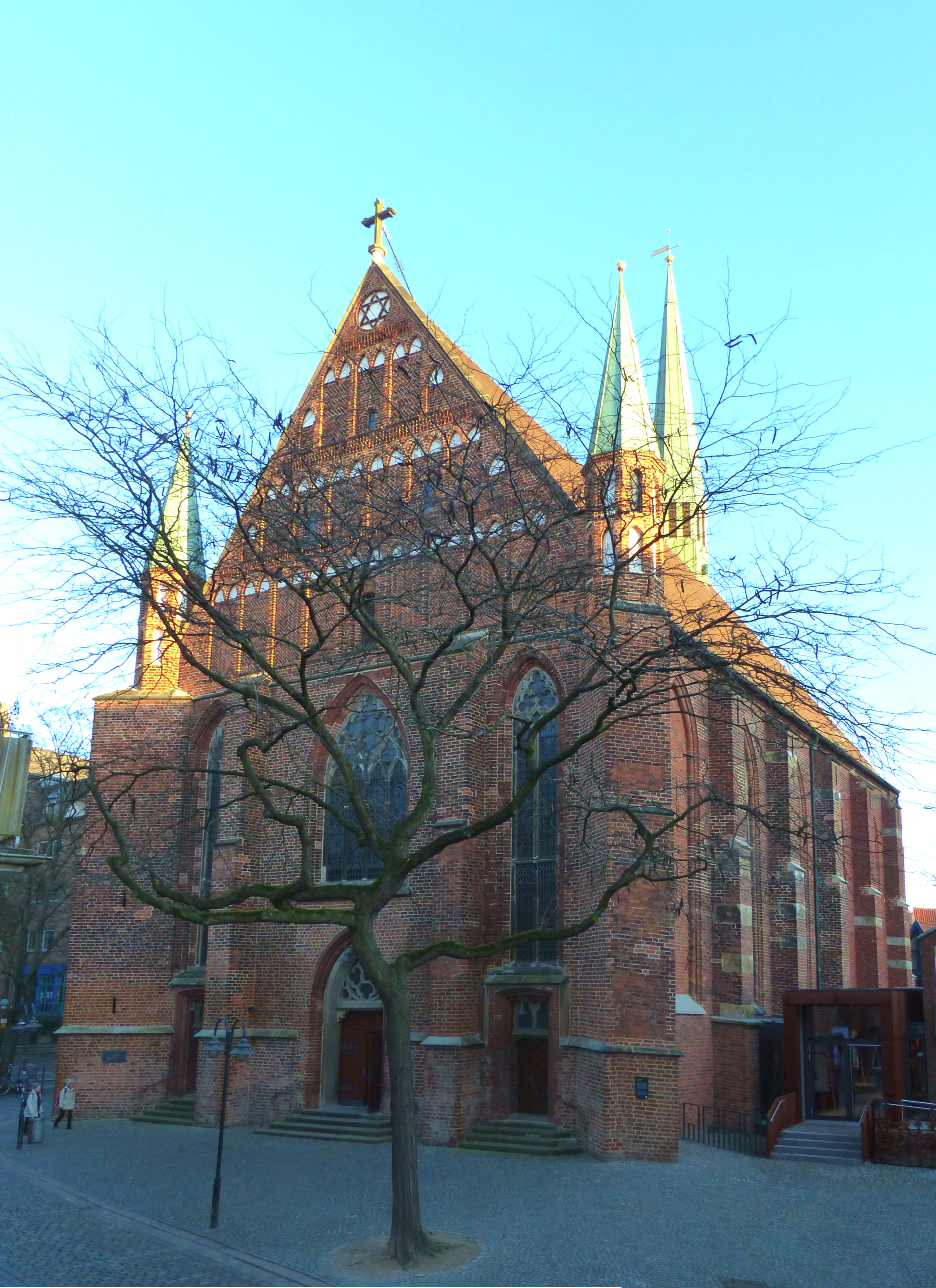
St. Johann v Brémách, Německo
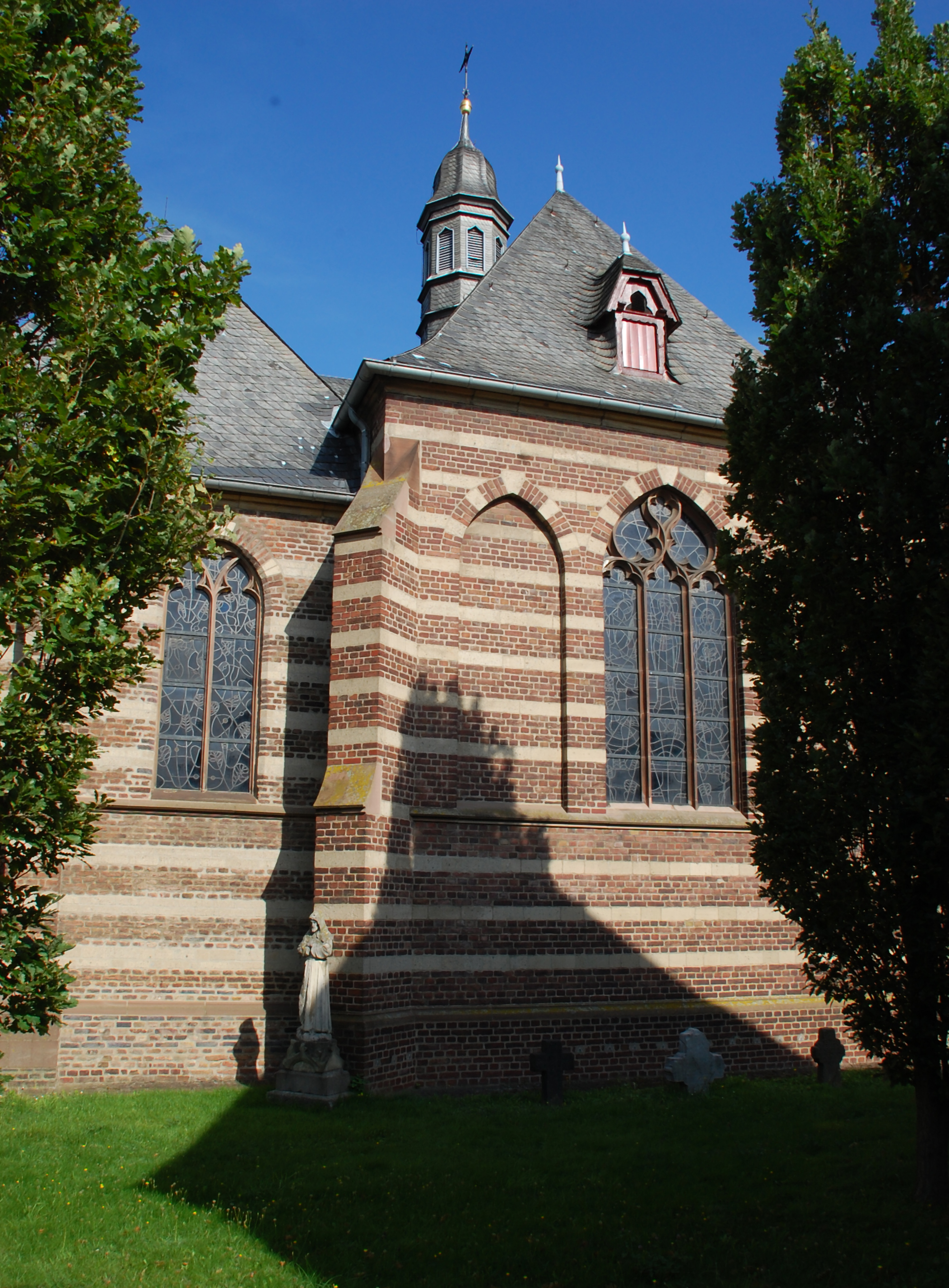
Farní kostel v Bergheimu, Německo

### Nizozemsko a Flandry
Věcně vzato se baltská gotika rozšiřuje mnohem dále na západ, přes Nizozemsko a belgické Flandry až po francouzské Flandry. Přírodní kámen se ve zdejších stavbách často vyskytuje především v kružbě, někdy také v rozích budov. V Nizozemsku nahradila cihla ve stavbách kostelů tuf z oblasti Vulkaneifel, který sem byl původně dodáván po Rýnu. Proto zde existuje mnoho staveb, jejichž starší části jsou vyrobeny z tufu, ale novější části jsou již z cihel. Nizozemsko má i přes svoji menší rozlohu asi tolik staveb cihelné gotiky jako Braniborsko nebo Meklenbursko-Přední Pomořansko. Ve Flandrech v Belgii cihla částečně nahradila tmavě šedo-modrý vápenec (Doornikse Steen), který byl získáván z Tournai. 

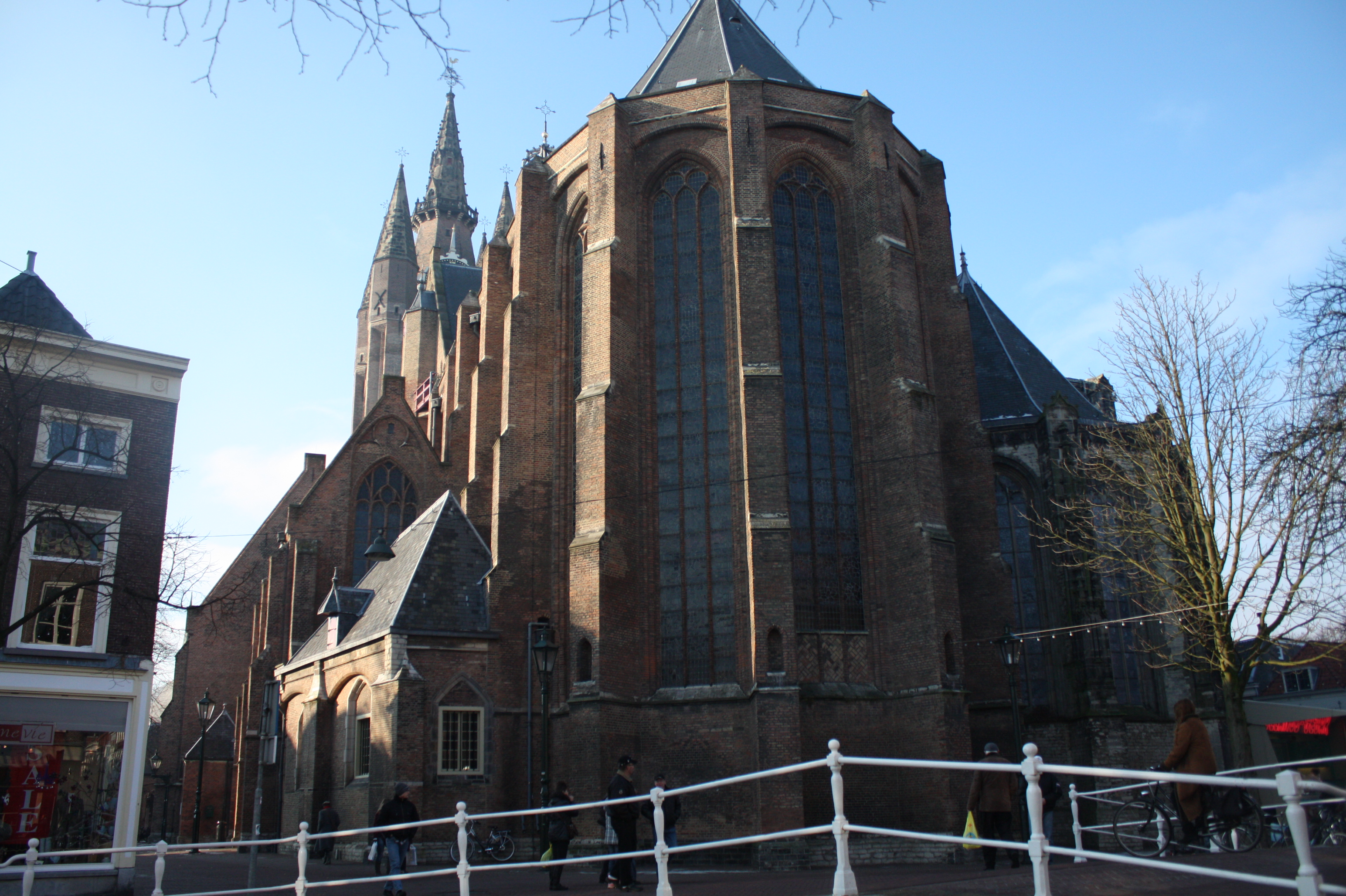
Oude Kerk, Delft, Nizozemsko
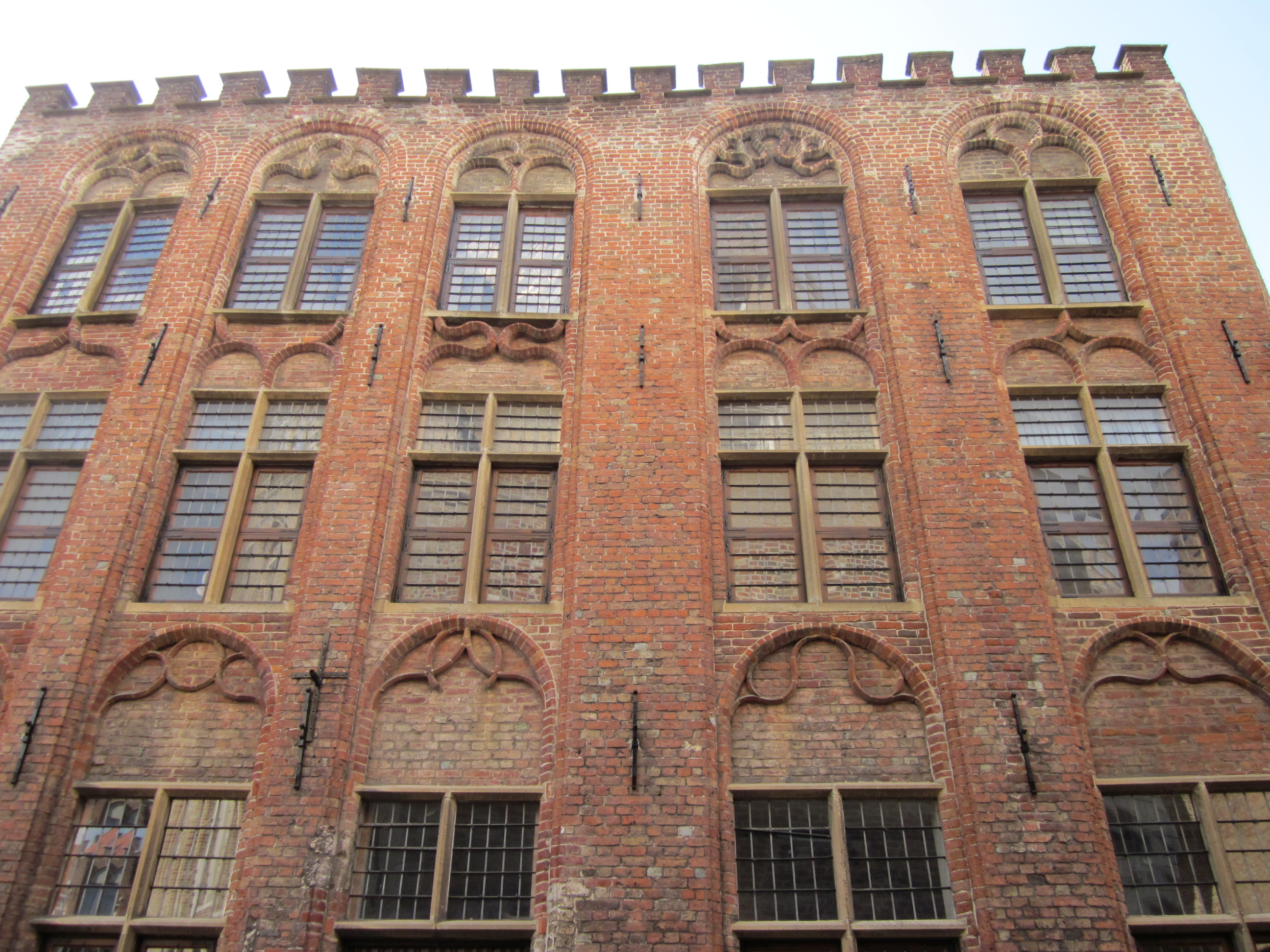
Genthof, Bruggy, Belgie

### Další regiony
Stavby cihlové gotiky lze nalézt také například v Bavorsku, Bádensku-Württembersku, Švýcarsku, Francii, Itálii nebo Anglii.

## Cihlová gotika v Česku

### Polabí
Královské město Nymburk nemělo ve středověku v dosahu ložiska kvalitního stavebního kamene, mnoho staveb je proto postaveno z cihel. Zejména se jedná o zčásti zachovaný systém hradeb s četnými hranolovými baštami. Cihlový je také městský farní kostel svatého Jiljí a z cihel jsou vystavěny i relikty dominikánského kláštera. V takovém rozsahu se cihelná gotika nikde jinde v Čechách neuplatnila. Svoji roli v tom mohl sehrát i fakt, že král Přemysl Otakar II. povolal do Nymburka kromě českých osadníků také německé a holandské kolonisty. Druhým velkým polabským centrem cihlové gotiky byl Hradec Králové: jedná se především o kostel svatého Ducha a menší kostelík svatého Klimenta. I Hradec Králové byl opevněn převážně cihlovými hradbami, ty jsou ale zachovány v menší míře než v Nymburce. Z cihel je vybudován také hrad Mydlovar (dnes zřícenina) a kostely svatého Petra a Pavla ve Žlunicích a kostel Narození Panny Marie v Jabkenicích.

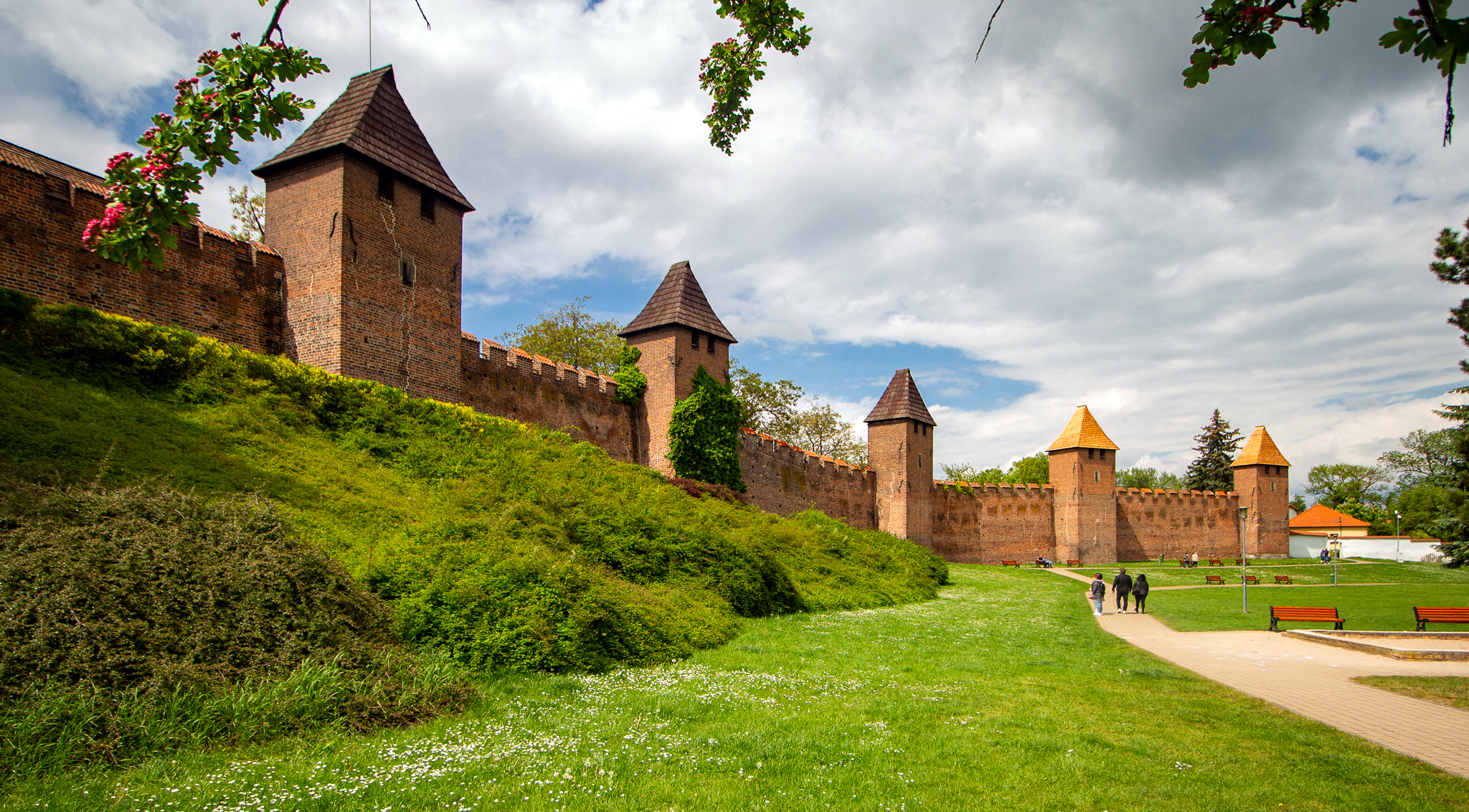
Hradby v Nymburce
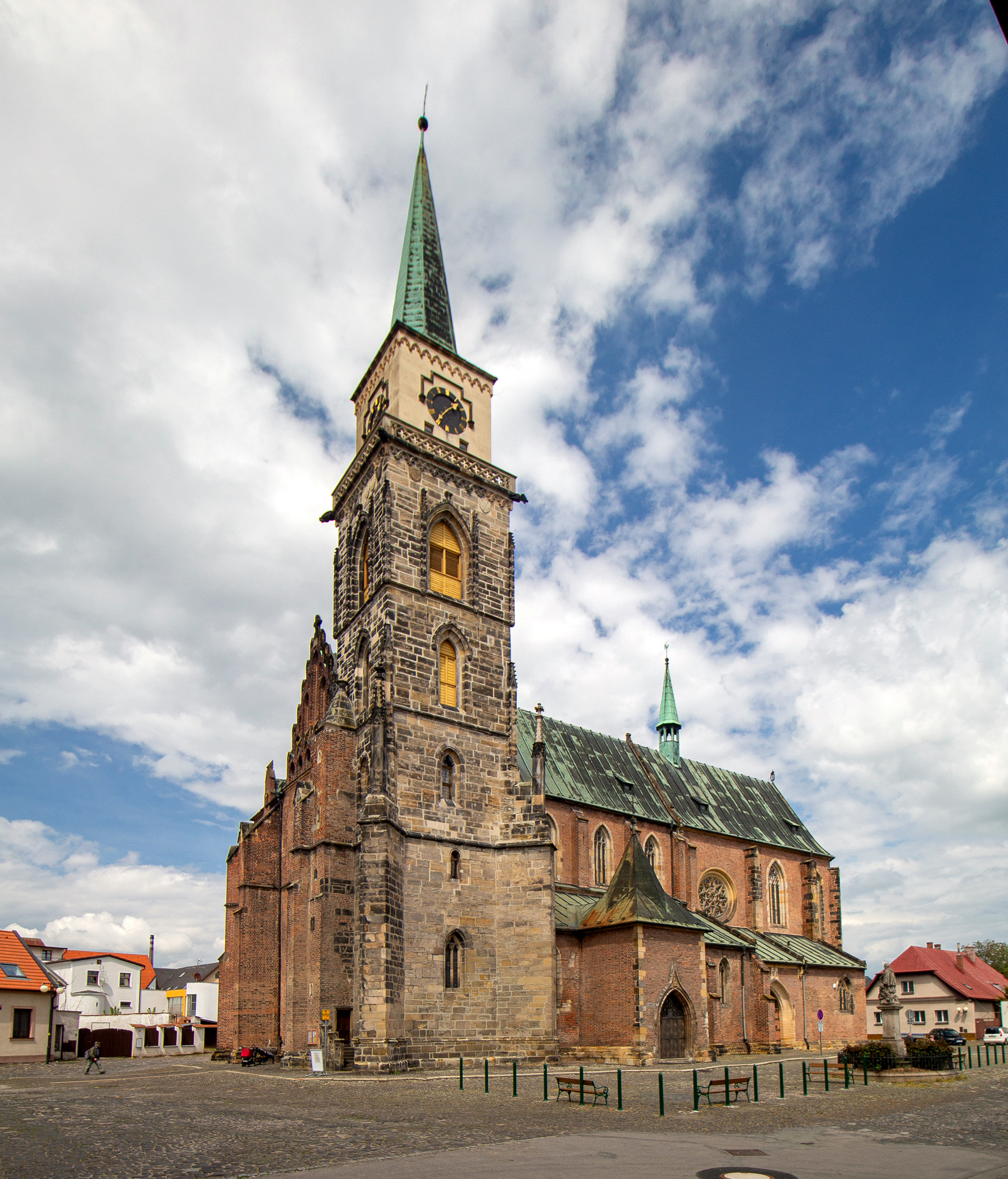
Kostel sv. Jiljí, Nymburk
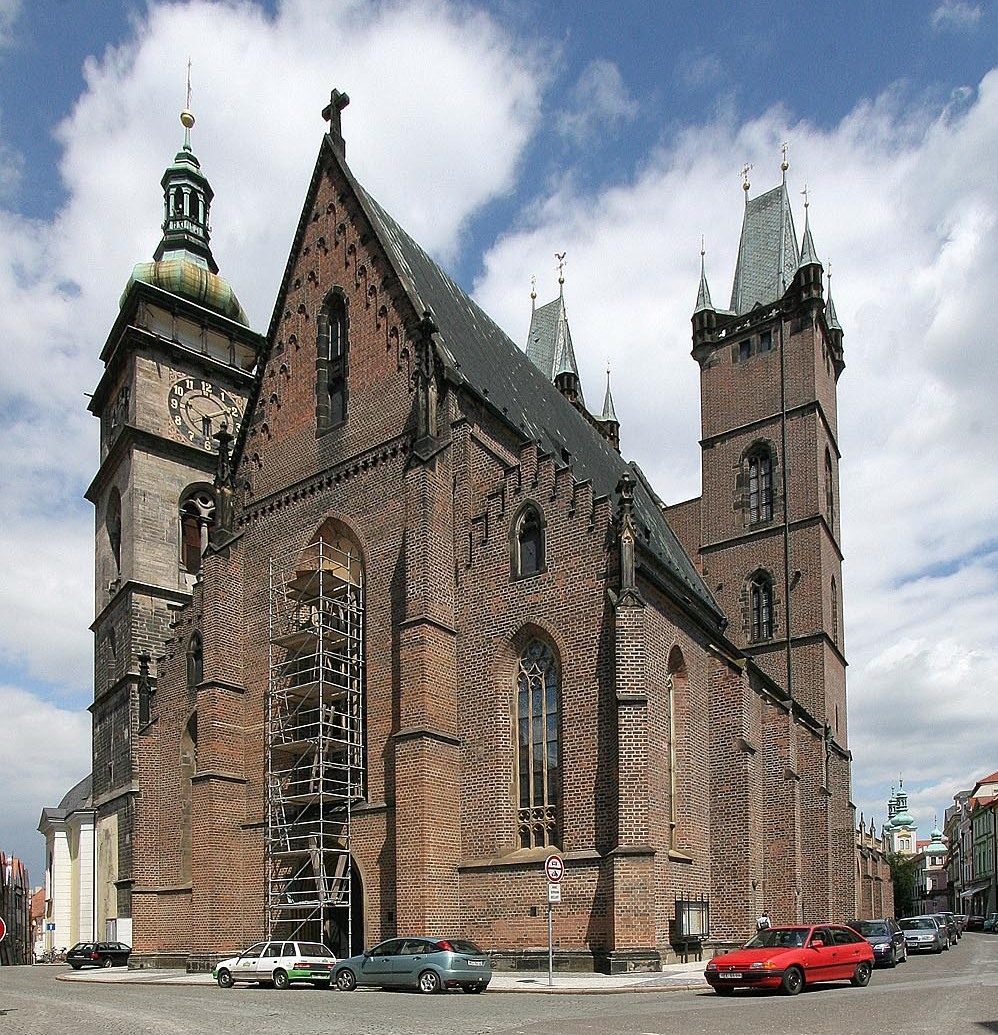
Katedrála svatého Ducha , Hradec Králové
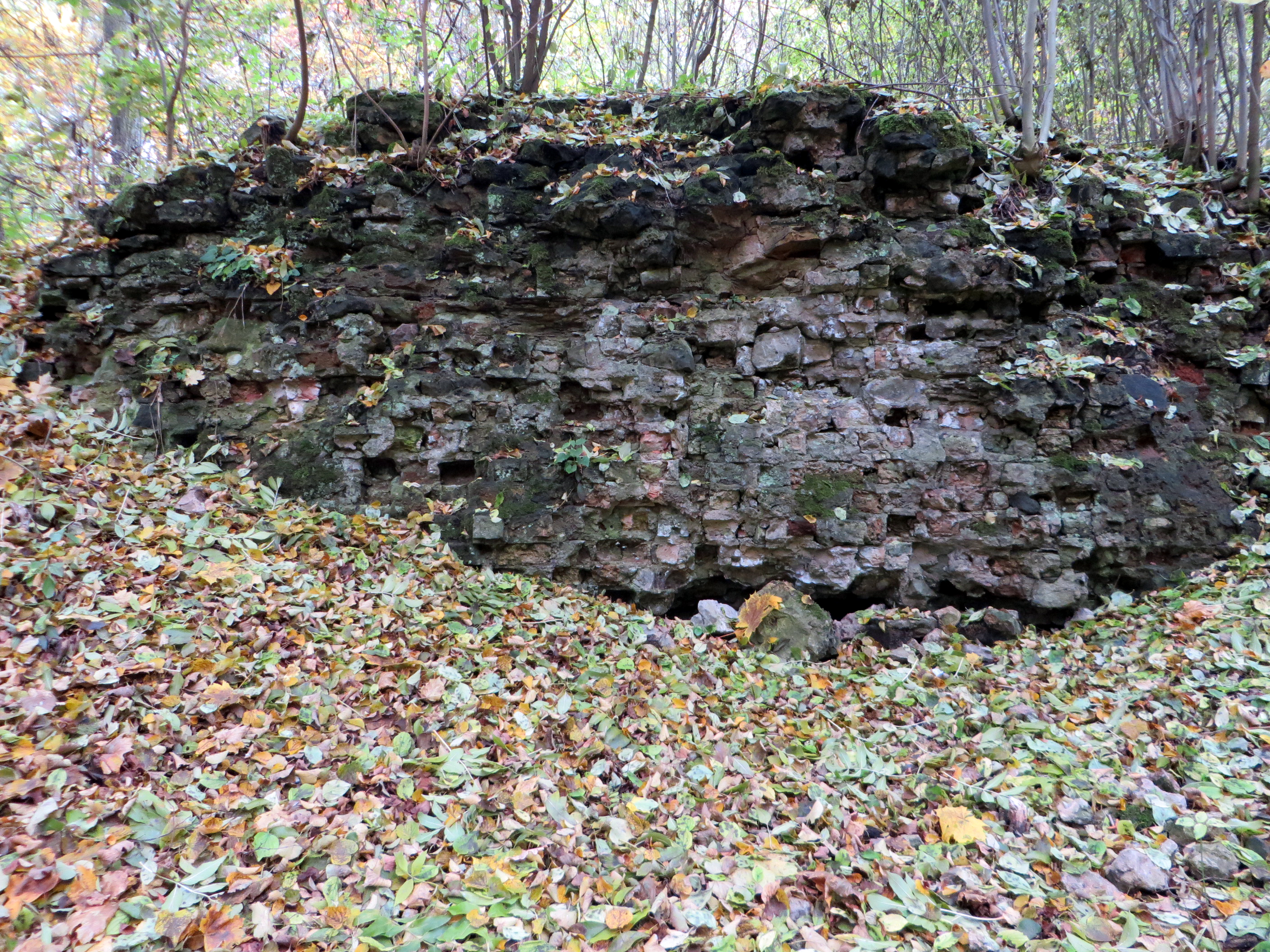
Zřícenina hradu Mydlovar
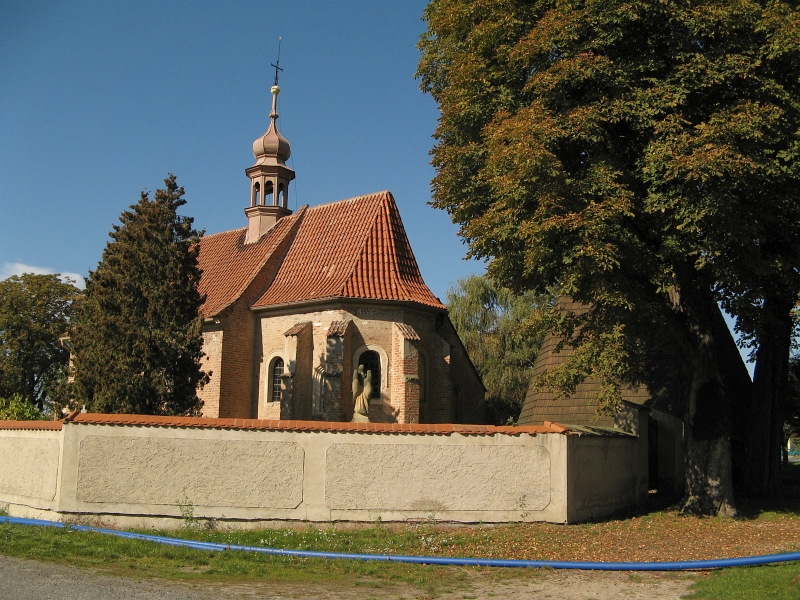
Kostel Narození Panny Marie, Jabkenice
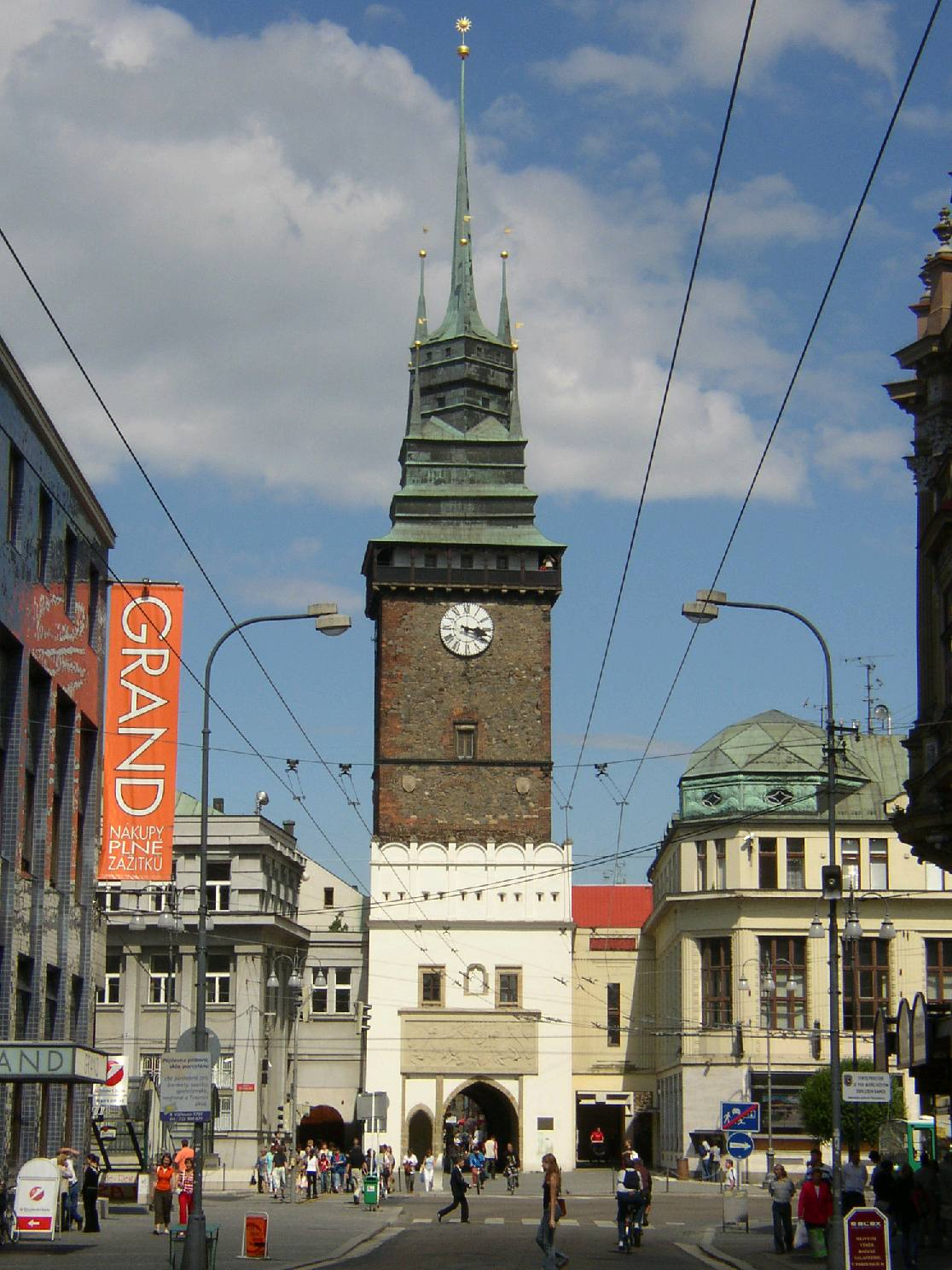
Zelená brána v Pardubici

### Jižní Čechy
V oblasti jižních Čech nelze nalézt "čistě" cihlovou gotiku, jako například v Polabí - zdejší stavby cihlové gotiky jsou vždy kombinovány s kamenem. Cihla tady ale historicky měla své uplatnění, v areálu milevského kláštera byly dokonce v 70. letech 20. století objeveny zbytky cihelné pece ze 13. století. Z Milevska pak byly do okolí rozváženy jak jednoduché cihly, tak i náročné ozdobné doplňky staveb, jakými byly třeba dlaždice pro královský hrad Zvíkov, nebo cihelné prvky na opěrné pilíře presbyteria kostela svatého Jiljí na hřbitově severně od milevského kláštera. Kolem roku 1300 se pak cihly výrazněji uplatnily při výstavbě cisterciáckých klášterů ve Zlaté Koruně a v Nepomuku (ten je již v západních Čechách a pod jeho vlivem se cihly objevily i na dalších kostelích na pomezí západních a jižních Čech, např. v Sušici). Ve Strakonicích byl před průčelím kostela svatého Prokopa vybudován malý ambit s klenbami s žebry z gotických cihelných tvarovek. Z období 14. století lze zmínit například užití cihel při dokončování gotické výstavby dominikánského kostela v Českých Budějovicích (západní štít a zdivo na severní straně kostela) nebo drobný presbytář kaple v areálu augustiniánského kláštera v Třeboni.

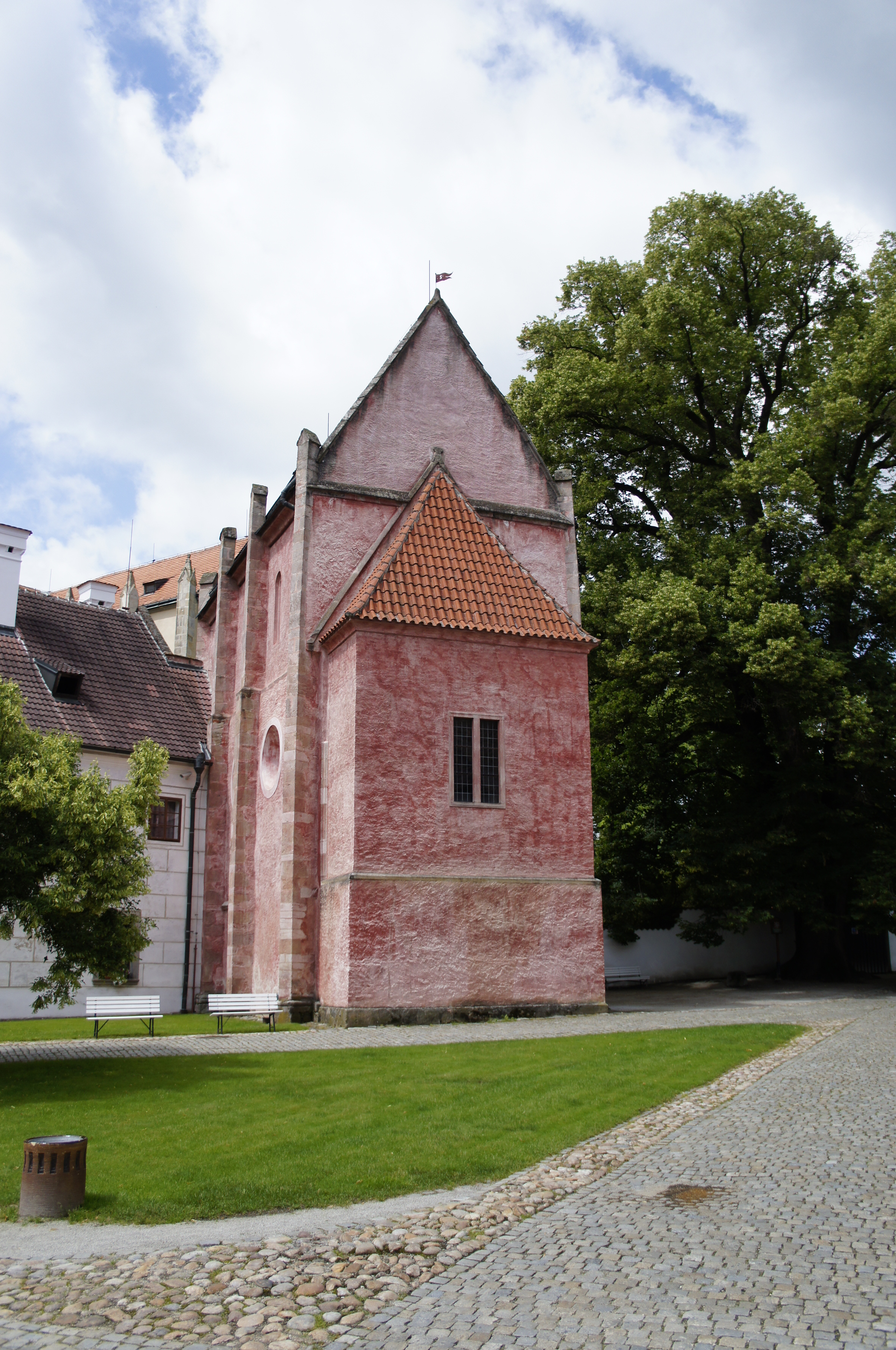
Klášter Zlatá Koruna
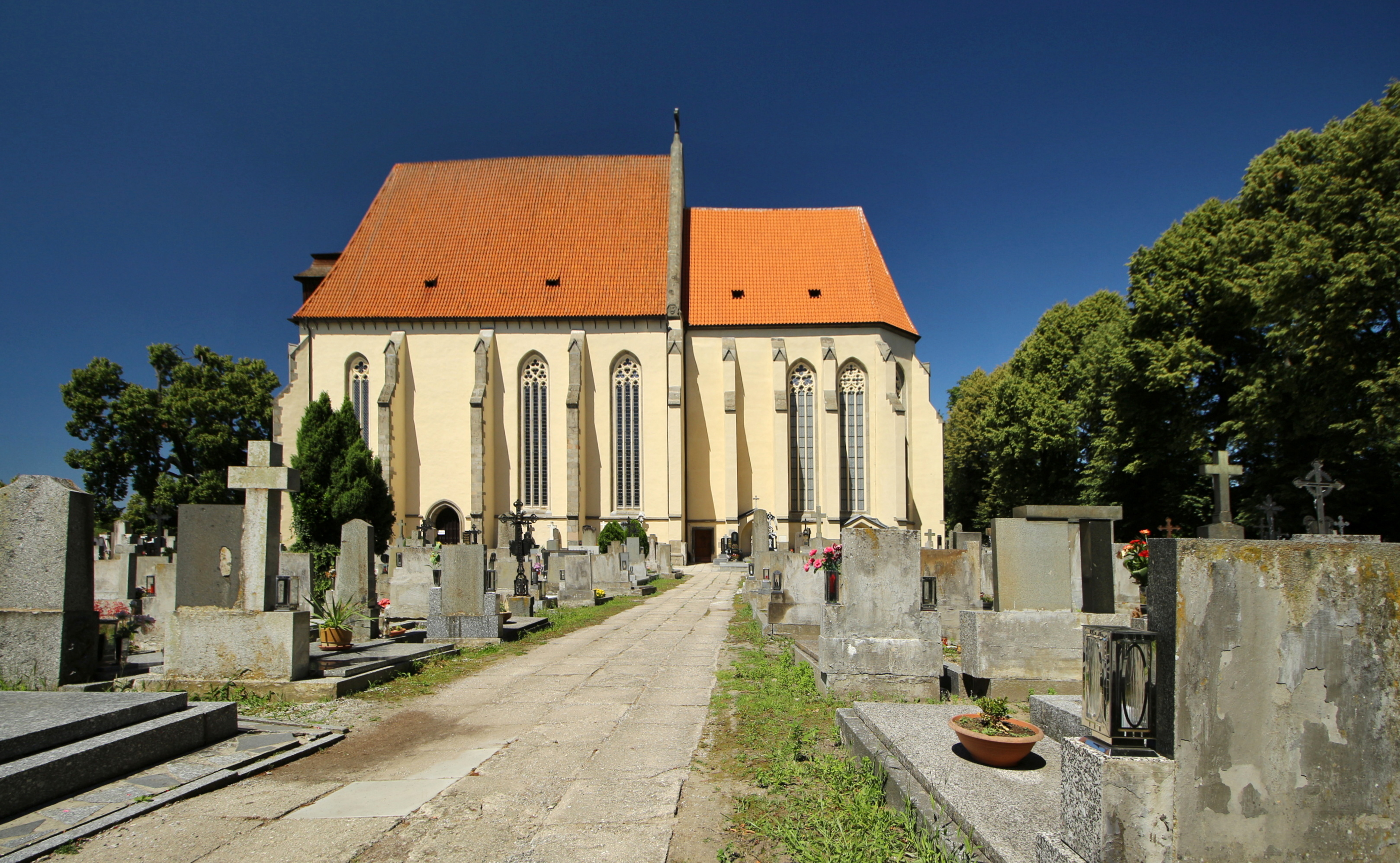
Kostel svatého Jiljí, klášter Milevsko

### Praha
Přestože je pražská gotická architektura primárně spjata s kamenným zdivem, volba stavebního materiálu závisela například na (technické i ekonomické) dostupnosti materiálu, nebo na zvyklostech dané stavební huti. Zřejmě právě kvůli změně stavební huti došlo k tomu, že východní křídlo Anežského kláštera bylo kolem poloviny 13. století vystavěno z cihel. Výrazněji se pak cihly v Praze uplatnily během 14. století (např. střešní štíty Staronové synagogy, ale také štíty několika staroměstských obytných domů). Cihelné zdivo se částečně uplatnilo u třech významných staroměstských kostelů: kostel svatého Havla, kostel svatého Jakuba a kostel svaté Anny. Téměř kompletně je z cihel vybudována součást paláce mincmistra Johlina Rotleva, dnes v areálu Karolina. Cihly byly běžně používány i na mnoha dalších domech, většina cihlového zdiva, včetně příkladů výše uvedených staveb, ale byla později omítnuta a není tedy dnes viditelná.

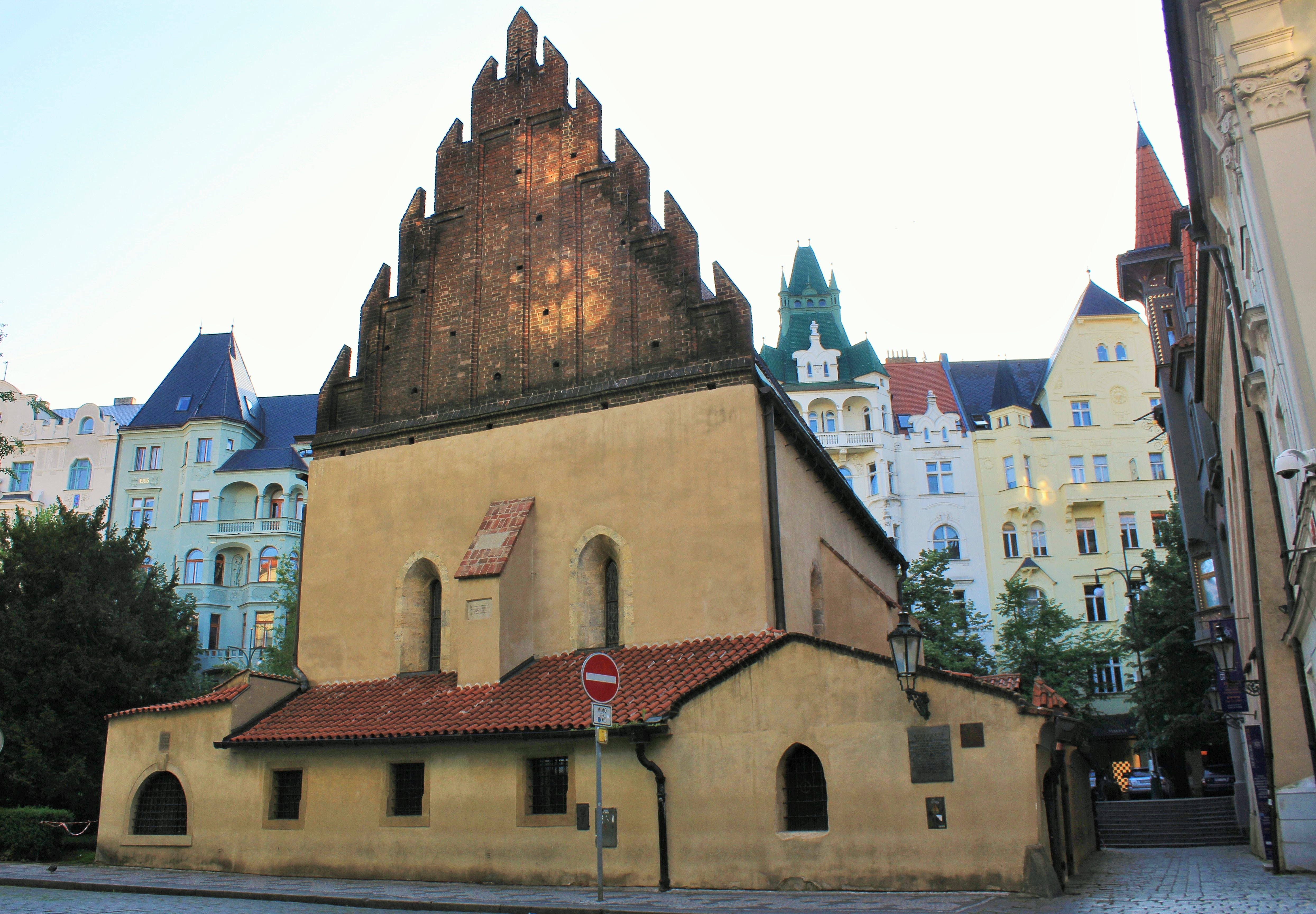
Staronová synagoga
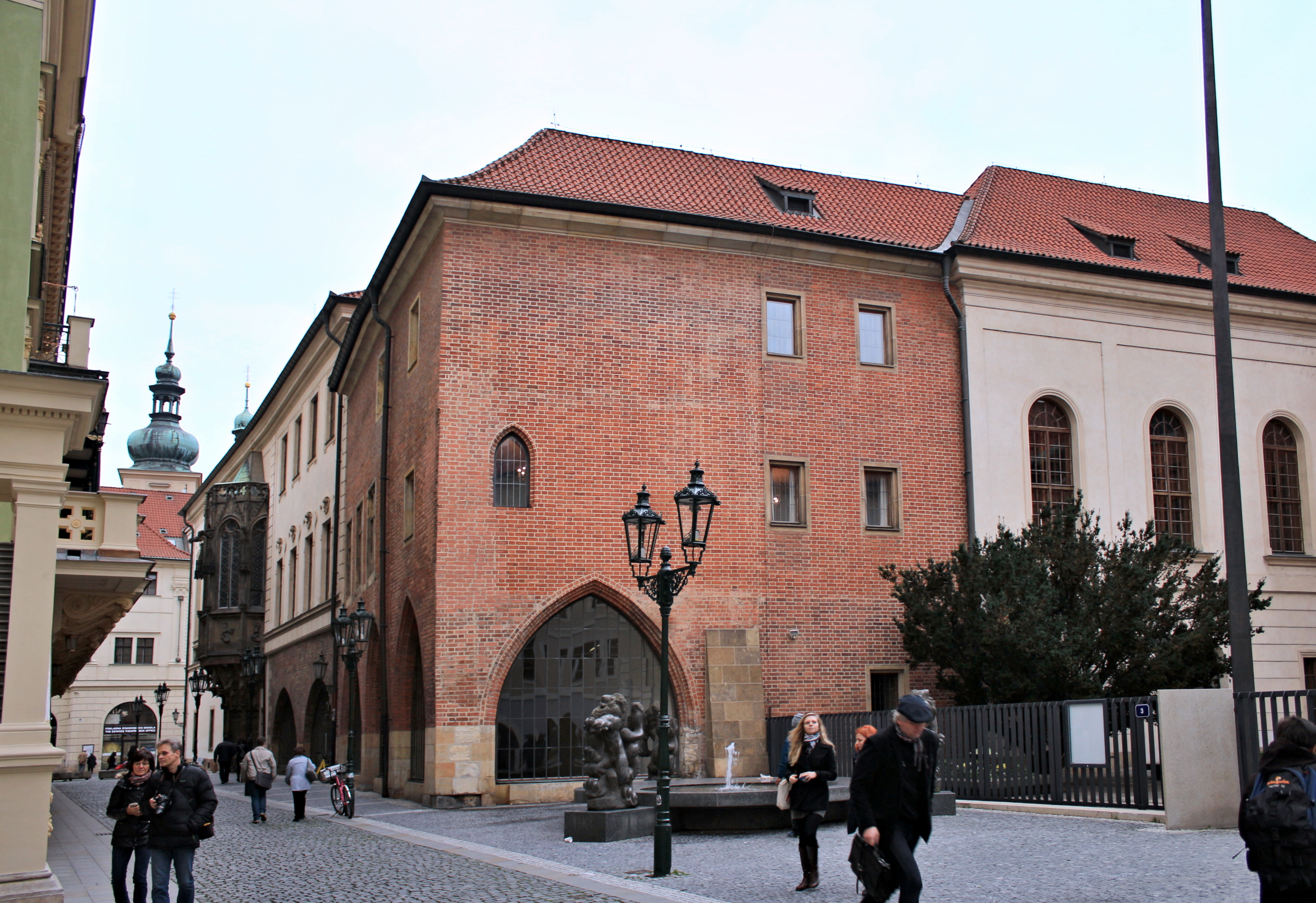
Rotlevův dům, Karolinum
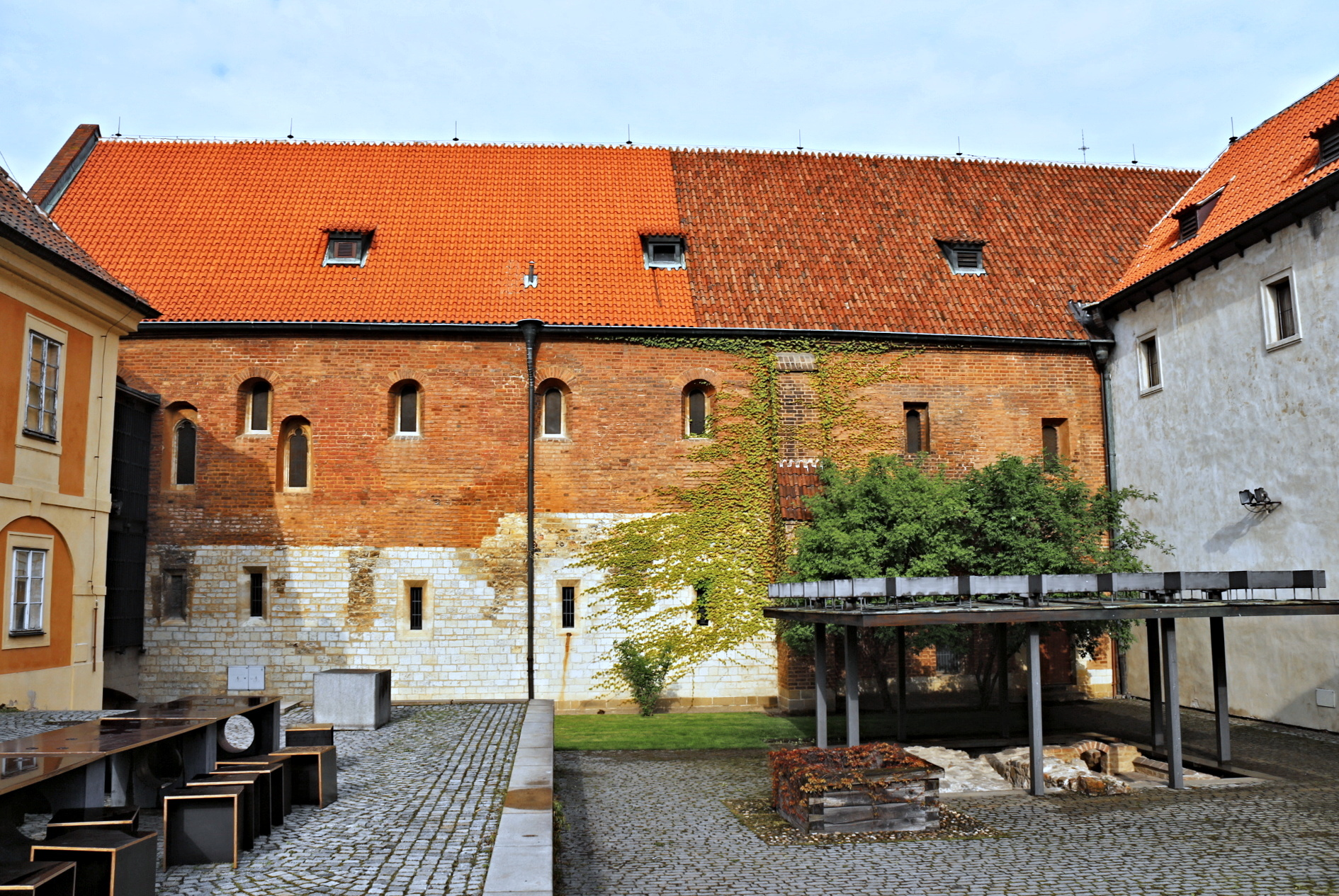
Refektář a skriptorium Anežského kláštera
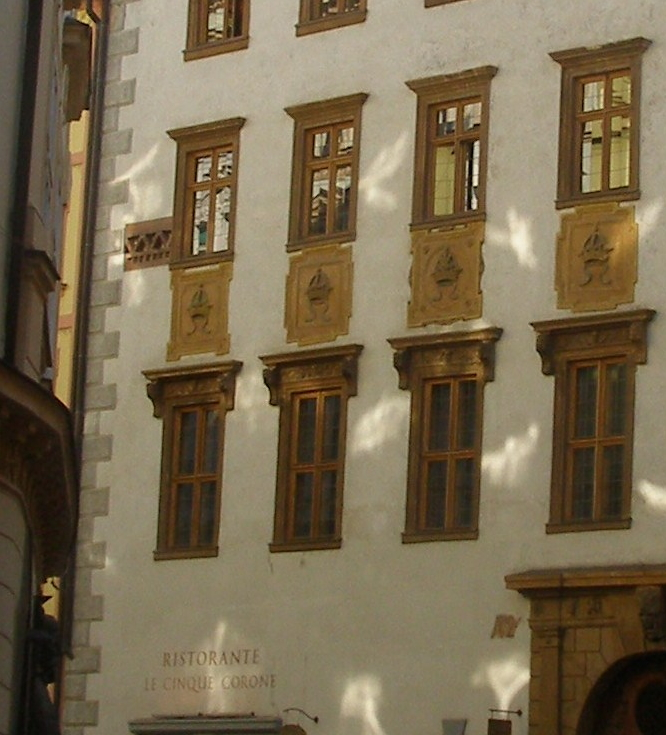
U Pěti korun, původná fasáda

### Morava

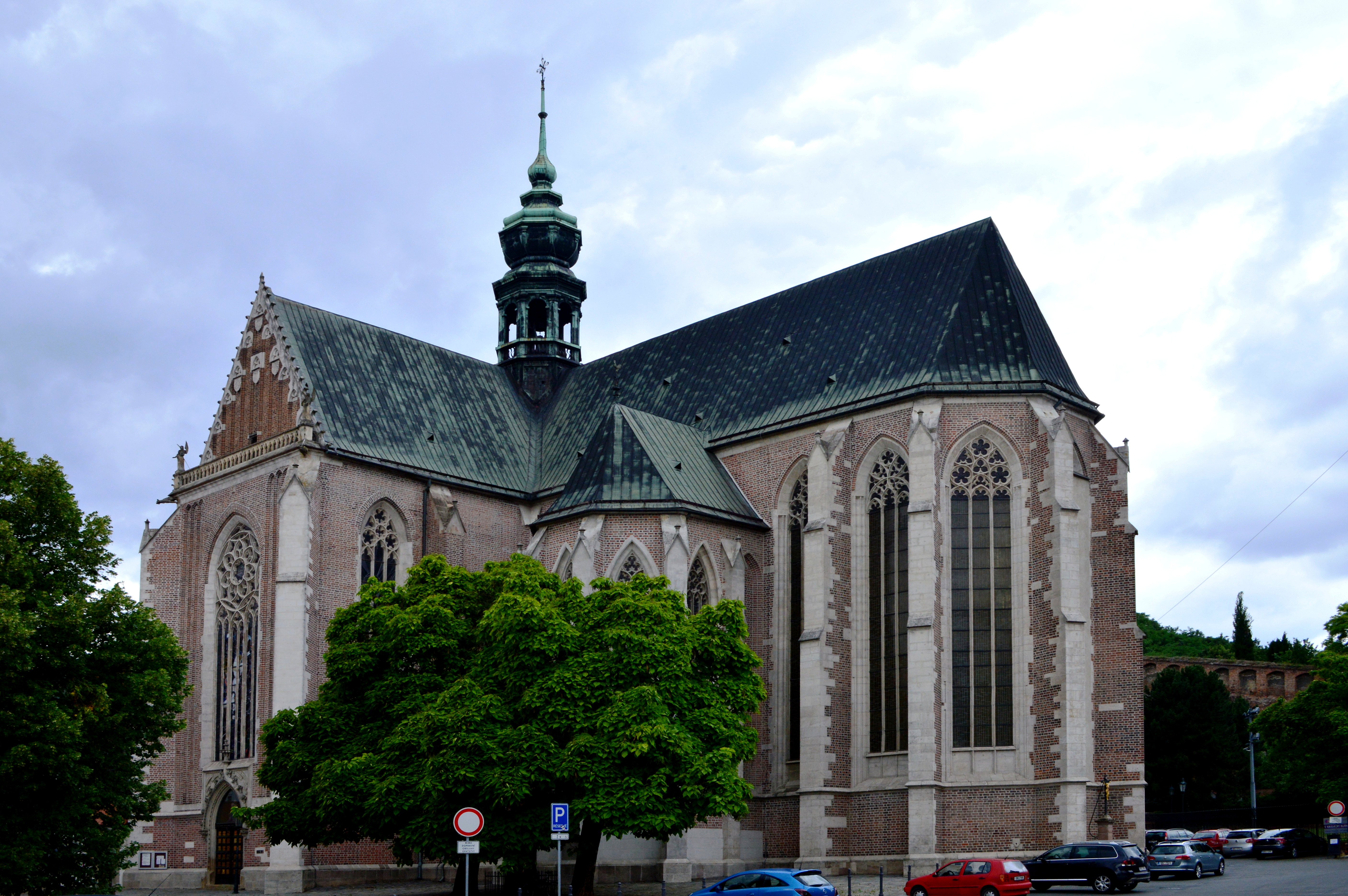
Bazilika Nanebevzetí Panny Marie, součást areálu starobrněnského kláštera

### České Slezsko

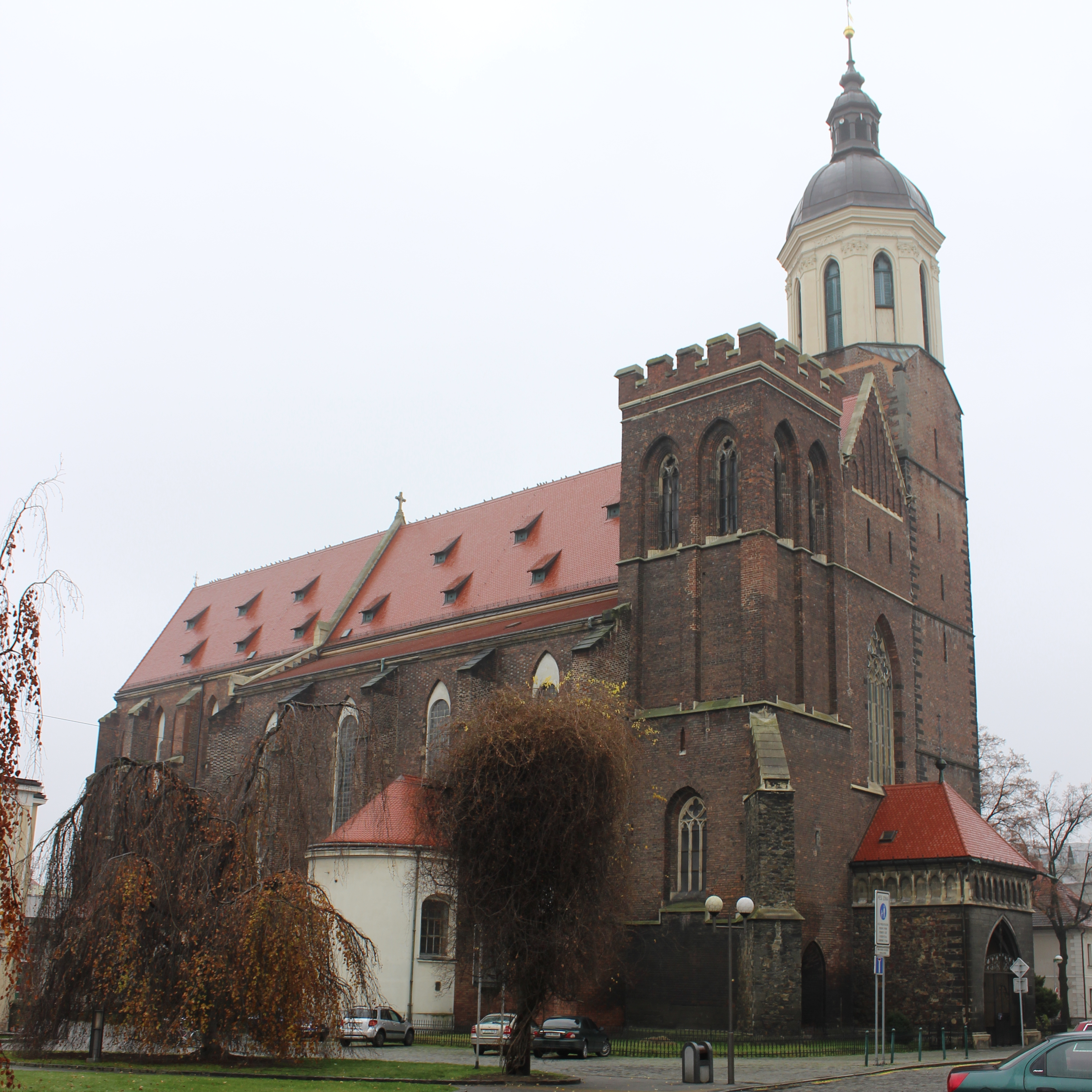
Konkatedrála Nanebevzetí Panny Marie v Opavě
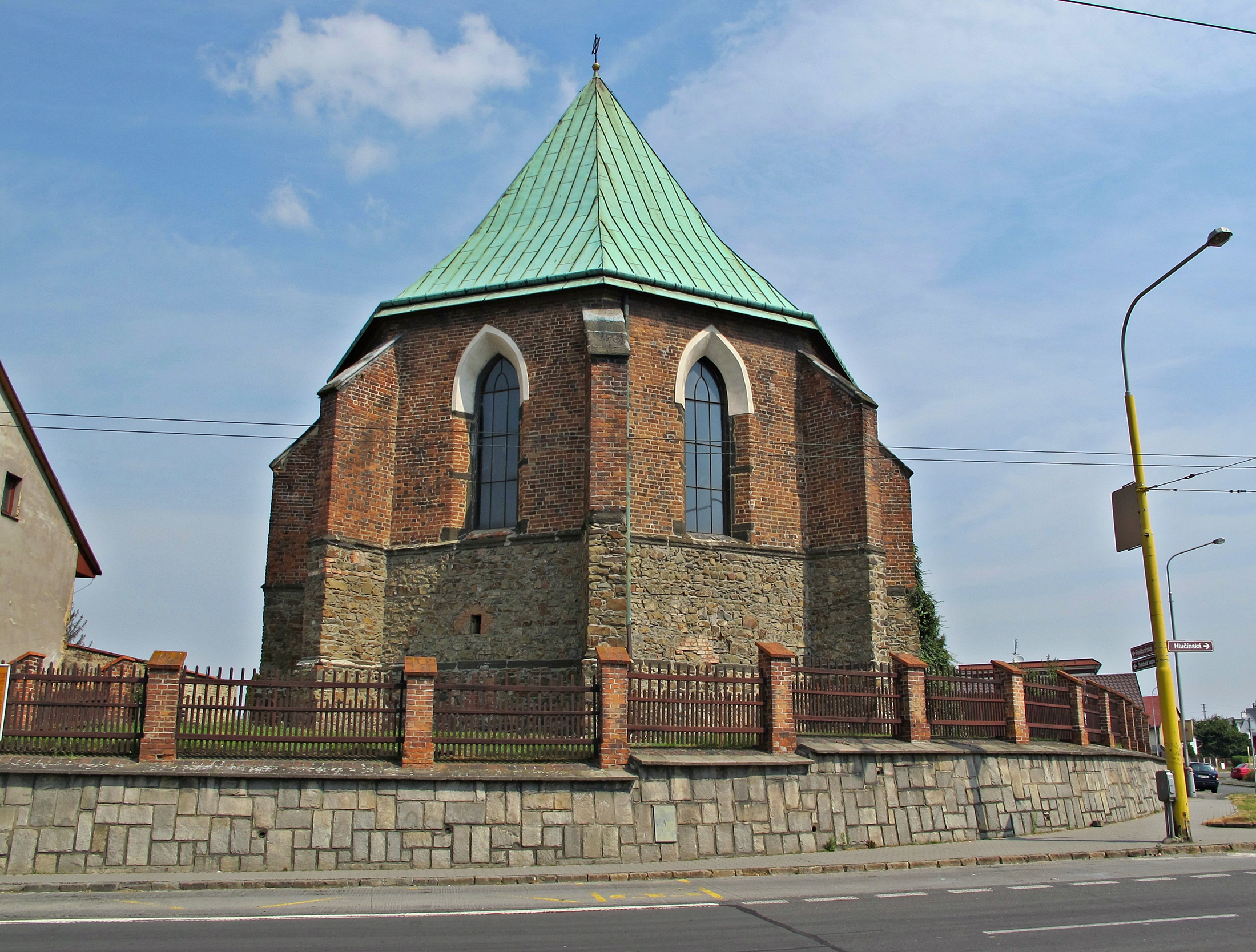
Kór Švédské kaple v Opavě